# 25 décembre 1921
Le dimanche 25 décembre 1921 est le 359e jour de l'année 1921.

## Naissances
- Hans Gruhl (mort le 11 octobre 1966), romancier et scénariste allemand
- Alexeï Fiodorovitch Kanaïev (mort le 24 avril 1997), aviateur soviétique
- Nisso Pelossof (mort le 7 mai 2011), photographe portraitiste français
- Mustapha Mahmoud, penseur, écrivain et médecin égyptien
- André Rogerie (mort le 1er mai 2014), résistant français

## Décès
- George Stewardson Brady (né le 18 avril 1832), carcinologiste britannique
- Hans Huber (compositeur) (né le 28 juin 1852), compositeur, pianiste et pédagogue suisse
- Vladimir Korolenko (né le 27 juillet 1853), écrivain ukrainien
- Piers Bohl (né le 23 octobre 1865), mathématicien live

## Autres événements
- Sortie américaine du film Marin malgré lui